# Boom Boom (Let's Go Back to My Room)
«Boom Boom (Let's Go Back to My Room)» es el sencillo debut por el músico Paul Lekakis. Publicado en 1987 a través de ZYX Records, y más tarde por Polydor Records para un lanzamiento mundial, la canción alcanzó el puesto #43 en el Billboard Hot 100, el #6 en el Billboard Dance Club Songs y el #60 en el UK Singles Chart. El sencillo obtuvo un éxito mayor en otras partes del mundo, alcanzando el puesto #1 por 5 semanas en el Australian Music Report y por 3 semanas en el Springbok Radio.
En 1990, la canción fue incluida en el álbum debut del músico, Tattoo It, el cual fue publicado a través de Sire Records. La canción es muy popular dentro de la comunidad LGBT y lo ayudó a establecer su carrera, tanto como músico y como actor. En 2009, VH1 posicionó la canción en el número #82 en su programa de las 100 Greatest One Hit Wonders of the 80s.
También es conocida por ser parte de la banda sonora de la serie animada argentina para adultos El Mono Mario (aunque solo se escucha el estribillo y específicamente en escenas sexuales)

## Promoción
Lekakis sincronizó labios durante varios programas, algunos siendo publicados en YouTube. Adicionalmente, Lekakis apareció en un episodio del programa de MTV producido por Andy Warhol, Andy Warhol's Fifteen Minutes, cantando la canción en 1987.

## Posicionamiento

### Gráfica semanal
| Gráficas (1987)                             | Pico de posición |
| ------------------------------------------- | ---------------- |
| Australia (Australian Music Report)         | 1                |
| Canadá (RPM Top Singles)                    | 4                |
| Nueva Zelanda (RIANZ)                       | 7                |
| Sudáfrica (Springbok Radio)                 | 1                |
| Reino Unido (UK Singles Chart)              | 60               |
| Estados Unidos (Billboard Hot 100)          | 43               |
| Estados Unidos (Billboard Dance Club Songs) | 6                |

### Gráfica de fin de año
| Gráficas (1987)                     | Pico de posición |
| ----------------------------------- | ---------------- |
| Australia (Australian Music Report) | 9                |
| Canadá (RPM Top Singles)            | 26               |
| Sudáfrica (Springbok Radio)         | 14               |

## Certificaciones y ventas
| País                  | Certificación | Ventas  |
| --------------------- | ------------- | ------- |
| Canadá (Music Canada) | Oro           | 50,000^ |

## Otras versiones
- El grupo japonés Spinning Dee-Dee grabó una versión en japonés de la canción en 1987.[18]
- El músico turco Seden Gürel grabó la canción en turco bajo el nombre de «Bum Bum» en 1992.[19]
- El grupo de synth-pop, Freezepop grabó la canción en 2001 bajo el título de «Seven Boom Medley», la cual también combina la canción de Vengaboys, «Boom, Boom, Boom, Boom!!».[20]